# Ivan Pađen
Ivan Pađen (u. 17. rujna 2020.), hrvatski poduzetnik, visoki lokalni dužnosnik i nogometni djelatnik, a okušao se i u medijima. Bio je poznati poduzetnik, ali i vlasnik lokalne karlovačke televizije.

## Životopis
Rodio se je u Tounju. Sredinom 1980-ih javnosti je postao poznat kad je vrativši se iz inozemstva osnovao u Gornjem Mrzlom Polju suvremenu vulkanizersku radnju koja je postala poznata. Sredinom 1990-ih postao je vlasnik kamenoloma u Tounju gdje je pokrenuo tvrtku IGM Tounj koja se uz eksploataciju kamena bavila i niskogradnjom. IGM Tounj je u njegovo vrijeme zapošljavao više stotina radnika. Osnovao je TV 4 rijeke. Bio je dugogodišnji predsjednik nogometnih klubova Karlovac i Ogulin. Prvo je bio predsjednik NK Ogulina, a zatim i NK Karlovca, čiji je najuspješniji predsjednik u povijesti. Pod njegovim je mandatom (2006. – 2009.) NK Karlovac ostvario povijesni uspjeh, t.j. plasirao se je prvi put u najviši stupanj natjecanja. Politički je bio vezan uz HDZ čiji je županijski vijećnik bio u nekoliko navrata te načelnik općine Tounja i kao takav nesebično pomagao klubovima kojima je predsjedao. Zadnje je godine života provodio u Lešću, gdje je uz pomoć obitelji vodio Toplice. Umro je 18. rujna 2020. godine u 72. godini. Pokopan je na karlovačkom Katoličkom groblju Dubovcu.